# 16e étape du Tour d'Italie 2011
Pour un article plus général, voir Tour d'Italie 2011.
La 16e étape du Tour d'Italie 2011 s'est déroulée le mardi 24 mai 2011. Belluno est la ville de départ, et Nevegal, une frazione de la commune de Belluno, le lieu d'arrivée. Le parcours a eu lieu sur un distance de 12,7 km en montée. Il s'agit du deuxième contre-la-montre (le premier individuel) de cette édition du Giro, le seul en côte. Elle a lieu le jour suivant la deuxième journée de repos.
L'Espagnol Alberto Contador (Saxo Bank-SunGard) remporte l'étape et consolide son maillot rose de leader,. Il est déclassé en octobre 2012.

## Côte
- Côte de Nevegal, 1re catégorie (kilomètre 12,65)

| Premier   | Alberto Contador[n 1] | 15 pts |
| Deuxième  | Vincenzo Nibali       | 9 pts  |
| Troisième | Michele Scarponi      | 5 pts  |
| Quatrième | José Rujano           | 3 pts  |
| Cinquième | Stefano Garzelli      | 2 pts  |
| Sixième   | Roman Kreuziger       | 1 pts  |

## Classement de l'étape
|    | Coureur             | Pays        | Équipe                  |    | Temps       |
| -- | ------------------- | ----------- | ----------------------- | -- | ----------- |
|    | Alberto Contador    | Espagne     | Saxo Bank-SunGard       | en | 28 min 55 s |
| 1  | Vincenzo Nibali     | Italie      | Liquigas-Cannondale     | en | 29 min 29 s |
| 3  | Michele Scarponi    | Italie      | Lampre-ISD              |    | 4 s         |
| 4  | José Rujano         | Venezuela   | Androni Giocattoli-CIPI |    | 5 s         |
| 5  | Stefano Garzelli    | Italie      | Acqua & Sapone          |    | 12 s        |
| 6  | Roman Kreuziger     | Tchéquie    | Astana                  |    | 15 s        |
| 7  | Denis Menchov       | Russie      | Geox-TMC                |    | 18 s        |
| 8  | Marco Pinotti       | Italie      | Team HTC-Highroad       |    | 24 s        |
| 9  | Branislau Samoilau  | Biélorussie | Movistar                |    | 25 s        |
| 10 | Vladimir Miholjević | Croatie     | Acqua & Sapone          |    | 30 s        |

## Classement général
|    | Coureur           | Pays      | Équipe                  |    | Temps            |
| -- | ----------------- | --------- | ----------------------- | -- | ---------------- |
|    | Alberto Contador  | Espagne   | Saxo Bank-SunGard       | en | 62 h 43 min 37 s |
| 1  | Michele Scarponi  | Italie    | Lampre-ISD              | en | 62 h 48 min 35 s |
| 2  | Vincenzo Nibali   | Italie    | Liquigas-Cannondale     |    | 47 s             |
| 3  | John Gadret       | France    | AG2R La Mondiale        |    | 2 min 37 s       |
| 4  | José Rujano       | Venezuela | Androni Giocattoli-CIPI |    | 4 min 20 s       |
| 5  | Mikel Nieve       | Espagne   | Euskaltel-Euskadi       |    | 4 min 24 s       |
| 6  | Denis Menchov     | Russie    | Geox-TMC                |    | 4 min 40 s       |
| 7  | Roman Kreuziger   | Tchéquie  | Astana                  |    | 4 min 49 s       |
| 8  | Joaquim Rodríguez | Espagne   | Team Katusha            |    | 5 min 27 s       |
| 9  | Igor Antón        | Espagne   | Euskaltel-Euskadi       |    | 6 min 0 s        |
| 10 | David Arroyo      | Espagne   | Movistar                |    | 6 min 39 s       |

## Classements annexes

### Classement par points
|   | Cycliste         | Équipe              | Points  |
| - | ---------------- | ------------------- | ------- |
| 1 | Alberto Contador | Saxo Bank-SunGard   | 158 pts |
| 1 | Michele Scarponi | Lampre-ISD          | 103 pts |
| 3 | Vincenzo Nibali  | Liquigas-Cannondale | 95 pts  |

### Classement du meilleur grimpeur
|   | Cycliste         | Équipe            | Points |
| - | ---------------- | ----------------- | ------ |
| 1 | Stefano Garzelli | Acqua & Sapone    | 64 pts |
| 2 | Alberto Contador | Saxo Bank-SunGard | 53 pts |
| 3 | Mikel Nieve      | Euskaltel-Euskadi | 39 pts |

### Classement du meilleur jeune
| Cycliste          | Équipe             | Temps | Temps            |
| ----------------- | ------------------ | ----- | ---------------- |
| Roman Kreuziger   | Astana             | en    | 62 h 53 min 24 s |
| Steven Kruijswijk | Rabobank           | +     | 2 min 51 s       |
| Jan Bakelandts    | Omega Pharma-Lotto |       | 26 min 42 s      |

### Classement par équipes aux temps
| Équipe           | Temps | Temps             |
| ---------------- | ----- | ----------------- |
| Astana           | en    | 188 h 32 min 21 s |
| Movistar         | +     | 3 min 48 s        |
| AG2R La Mondiale |       | 9 min 56 s        |

### Classement par équipes aux points
| Équipe                  | Points  |
| ----------------------- | ------- |
| Lampre-ISD              | 285 pts |
| Androni Giocattoli-CIPI | 278 pts |
| Movistar                | 218 pts |

## Abandon
- Michał Gołaś (Vacansoleil-DCM) : non-partant